# Fuckparade

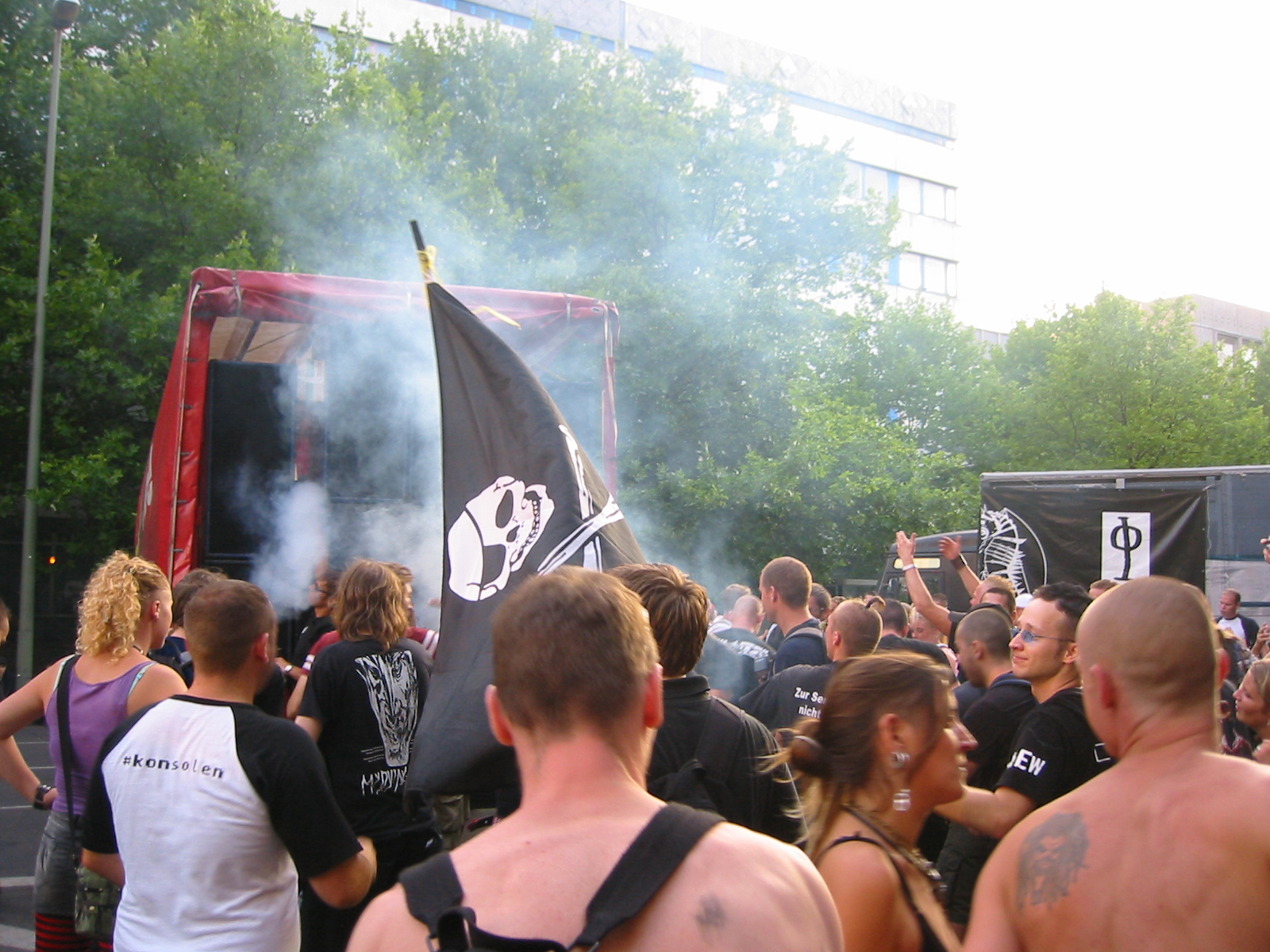
Fuckparade 2006

Fuckparade är en årlig technodemonstration som hålls i Berlin sedan år 1997. Paraden är ett politiskt alternativ mot kommersialiseringen av kulturen samt det offentliga. Den skapades som en protest mot att Love Parade (fd technofestival) i Berlin blev allt mer kommersiellt. 